# CAF Champions League 2000
Die CAF Champions League 2000 war die 4. Spielzeit des wichtigsten afrikanischen Wettbewerbs für Vereinsmannschaften im Fußball unter dieser Bezeichnung. Die Saison begann mit der Vorrunde am 29. Januar 2000 und endete mit den Finalspielen im Dezember 2000. Titelverteidiger war der marokkanische Verein Raja Casablanca.
Sieger wurde Accra Hearts of Oak aus Ghana, die sich im Finale nach einem Gesamtergebnis von 5:2 gegen Espérance Tunis durchsetzen konnten.

## Vorrunde
Die Hinspiele wurden vom 29. bis zum 30. Januar, die Rückspiele vom 11. bis zum 14. Februar 2000 ausgetragen.
|                          | Gesamt          |                           | Hinspiel | Rückspiel |
| ------------------------ | --------------- | ------------------------- | -------- | --------- |
| Tusker FC                | 2:2 (6:5 i. E.) | Red Sea FC                | 1:1      | 1:1       |
| Villa SC                 | 2:5             | Saint-George SA           | 2:2      | 0:3       |
| Vital’O FC               | 5:0             | Nyasa Big Bullets FC      | 4:0      | 1:0       |
| AS Dragons FC de l’Ouémé | 3:1             | Gambia Ports Authority FC | 2:0      | 1:1       |
| Sporting Clube da Praia  | 2:4             | AS Tempête Mocaf Bangui   | 2:3      | 0:1       |
| CD Primeiro de Agosto    | 5:0             | Akonangui FC              | 4:0      | 1:0       |
| Horoya AC                | 3:1             | Sporting Clube de Bissau  | 2:0      | 1:1       |
| Notwane FC               | 3:5             | Black Africa              | 1:1      | 2:4       |
| AS Vacoas-Phoenix        | 1 3:2 1         | Saint Michel United FC    | 1:1      | 2:1       |
| AS Fortior               | 0:0 (2:3 i. E.) | Lesotho Defence Force FC  | 0:0      | 0:0       |
| Al-Ahly Tripolis         | 6:1             | Olympic FC                | 4:0      | 2:1       |
| APR FC                   | 2:2 (3:2 i. E.) | Renaissance FC            | 1:1      | 1:1       |
| Ferroviário Maputo       | (a)3:3(a)       | Prisons Mbeya             | 1:0      | 2:3       |

Anmerkungen

## Erste Runde
Die Hinspiele wurden vom 17. bis zum 20. März, die Rückspiele vom 31. März bis zum 2. April 2000 ausgetragen.
|                           | Gesamt          |                          | Hinspiel | Rückspiel |
| ------------------------- | --------------- | ------------------------ | -------- | --------- |
| Raja Casablanca           | 5:3             | AS Dragons FC de l’Ouémé | 3:1      | 2:2       |
| MC Alger                  | 2:6             | ASC Jeanne d’Arc         | 1:1      | 1:5       |
| al Ahly SC                | 3:2             | Tusker FC                | 3:1      | 0:1       |
| Saint-George SA           | 3:4             | Vital’O FC               | 1:2      | 2:2       |
| Espérance Tunis           | 1 w/o 1         | APR FC                   | 7:0      | —         |
| ASFA-Yennenga Ouagadougou | (a)3:3(a)       | Djoliba AC               | 2:2      | 1:1       |
| Lobi Stars                | 3:1             | AS Tempête Mocaf Bangui  | 2:0      | 1:1       |
| Vita Club Mokanda         | 2:5             | CD Primeiro de Agosto    | 2:1      | 0:4       |
| Accra Hearts of Oak       | 4:3             | Horoya AC                | 2:1      | 2:2       |
| Daring Club Motema Pembe  | 1 w/o 2         | Black Africa             | —        | —         |
| Highlanders FC            | 3:0             | Saint Michel United FC   | 1:0      | 2:0       |
| Sable Batié               | 3:2             | FC 105 Libreville        | 2:1      | 1:1       |
| La Tamponnaise            | 1:5             | Nkana FC                 | 1:2      | 0:3       |
| Mamelodi Sundowns         | 6:2             | Lesotho Defence Force FC | 2:1      | 4:1       |
| Africa Sports National    | 6:0             | Al-Ahly Tripolis         | 4:0      | 2:0       |
| al-Hilal Khartum          | 2:2 (4:5 i. E.) | Ferroviário Maputo       | 1:1      | 1:1       |

Anmerkungen

## Zweite Runde
Die Hinspiele wurden vom 5. bis zum 13. Mai, die Rückspiele am 28. Mai 2000 ausgetragen.
|                        | Gesamt          |                          | Hinspiel | Rückspiel |
| ---------------------- | --------------- | ------------------------ | -------- | --------- |
| Raja Casablanca        | (a)2:2(a)       | ASC Jeanne d’Arc         | 2:1      | 0:1       |
| al Ahly SC             | 4:2             | Vital’O FC               | 3:0      | 1:2       |
| Espérance Tunis        | 4:3             | Djoliba AC               | 3:2      | 1:1       |
| Lobi Stars             | 2:1             | CD Primeiro de Agosto    | 1:1      | 1:0       |
| Accra Hearts of Oak    | 4:3             | Daring Club Motema Pembe | 4:1      | 0:2       |
| Highlanders FC         | 3:3 (3:4 i. E.) | Sable Batié              | 3:0      | 0:3       |
| Nkana FC               | (a)1:1(a)       | Mamelodi Sundowns        | 1:1      | 0:0       |
| Africa Sports National | 7:1             | Ferroviário Maputo       | 5:0      | 2:1       |

## Gruppenphase
Die acht Sieger der zweiten Runde wurden zu zwei Gruppen mit jeweils vier Mannschaften gelost. Die Gruppensieger qualifizierten sich für das Finale, die Zweit-, Dritt- und Viertplatzierten schieden aus dem Wettbewerb aus.

### Gruppe A
| Pl. | Verein                 | Sp. | S | U | N | Tore    | Diff. | Punkte |
| --- | ---------------------- | --- | - | - | - | ------- | ----- | ------ |
| 1.  | Espérance Tunis        | 6   | 4 | 0 | 2 | 012:700 | +5    | 12     |
| 2.  | Mamelodi Sundowns      | 6   | 4 | 0 | 2 | 011:110 | ±0    | 12     |
| 3.  | Africa Sports National | 6   | 3 | 1 | 2 | 012:800 | +4    | 10     |
| 4.  | Sable Batié            | 6   | 0 | 1 | 5 | 005:140 | −9    | 01     |

| 22./23. Juli 2000            |     |                                                   |
| Mamelodi Sundowns            | 2:0 | Africa Sports National \| Loftus-Versfeld-Stadion |
| Espérance Tunis              | 4:0 | Sable Batié \| Stade El Menzah                    |
| 6./7. August 2000            |     |                                                   |
| Africa Sports National       | 2:1 | Espérance Tunis \| Stade Félix Houphouët-Boigny   |
| Sable Batié                  | 1:2 | Mamelodi Sundowns \|                              |
| 19. August 2000              |     |                                                   |
| Espérance Tunis              | 3:2 | Mamelodi Sundowns \| Stade El Menzah              |
| Sable Batié                  | 1:1 | Africa Sports National \|                         |
| 14./15. Oktober 2000         |     |                                                   |
| Mamelodi Sundowns            | 2:0 | Espérance Tunis \| Loftus-Versfeld-Stadion        |
| Africa Sports National       | 3:1 | Sable Batié \| Stade Félix Houphouët-Boigny       |
| 29. Oktober/4. November 2000 |     |                                                   |
| Sable Batié                  | 1:2 | Espérance Tunis \|                                |
| Africa Sports National       | 6:1 | Mamelodi Sundowns \| Stade Félix Houphouët-Boigny |
| 11. November 2000            |     |                                                   |
| Mamelodi Sundowns            | 2:1 | Sable Batié \| Loftus-Versfeld-Stadion            |
| Espérance Tunis              | 2:0 | Africa Sports National \| Stade El Menzah         |

### Gruppe B
| Pl. | Verein              | Sp. | S | U | N | Tore    | Diff. | Punkte |
| --- | ------------------- | --- | - | - | - | ------- | ----- | ------ |
| 1.  | Accra Hearts of Oak | 6   | 4 | 2 | 0 | 012:500 | +7    | 14     |
| 2.  | al Ahly SC          | 6   | 2 | 2 | 2 | 010:900 | +1    | 08     |
| 3.  | Lobi Stars          | 6   | 2 | 1 | 3 | 007:900 | −2    | 07     |
| 4.  | ASC Jeanne d’Arc    | 6   | 0 | 3 | 3 | 006:120 | −6    | 03     |

| 22./23. Juli 2000    |     |                                                    |
| Lobi Stars           | 3:1 | ASC Jeanne d’Arc \| Aper-Aku-Stadion               |
| Accra Hearts of Oak  | 2:1 | al Ahly SC \| Accra Sports Stadium                 |
| 4./5. August 2000    |     |                                                    |
| al Ahly SC           | 3:1 | Lobi Stars \| Cairo International Stadium          |
| ASC Jeanne d’Arc     | 2:4 | Accra Hearts of Oak \| Stade Demba Diop            |
| 19. August 2000      |     |                                                    |
| Lobi Stars           | 0:2 | Accra Hearts of Oak \| Aper-Aku-Stadion            |
| ASC Jeanne d’Arc     | 1:1 | al Ahly SC \| Stade Demba Diop                     |
| 13./15. Oktober 2000 |     |                                                    |
| al Ahly SC           | 3:1 | ASC Jeanne d’Arc \| Cairo International Stadium    |
| Accra Hearts of Oak  | 2:0 | Lobi Stars \| Accra Sports Stadium                 |
| 27./29. Oktober 2000 |     |                                                    |
| al Ahly SC           | 1:1 | Accra Hearts of Oak \| Cairo International Stadium |
| ASC Jeanne d’Arc     | 0:0 | Lobi Stars \| Stade Demba Diop                     |
| 12. November 2000    |     |                                                    |
| Accra Hearts of Oak  | 1:1 | ASC Jeanne d’Arc \| Accra Sports Stadium           |
| Lobi Stars           | 3:1 | al Ahly SC \| Aper-Aku-Stadion                     |

## Finale

### Hinspiel
| Espérance Tunis                             | Espérance Tunis | Accra Hearts of Oak | Accra Hearts of Oak |
| ------------------------------------------- | --- | --- | ------------------- |
| Espérance Tunis                             | \| 2. Dezember 2000 in Tunis (Stade El Menzah) \| \| Ergebnis: 1:2 (1:0) \| \| Zuschauer: 30.000 \| \| Schiedsrichter: Lim Kee Chong ( Mauritius) \|                                    | \| 2. Dezember 2000 in Tunis (Stade El Menzah) \| \| Ergebnis: 1:2 (1:0) \| \| Zuschauer: 30.000 \| \| Schiedsrichter: Lim Kee Chong ( Mauritius) \| | Accra Hearts of Oak |
| Espérance Tunis                             | Chokri El Ouaer – Tarek Thabet, Faysal Ben Ahmed, Radhi Jaïdi, Hakim Nouira – Sirajeddine Chihi, Hassen Gabsi, Maher Kanzari (69. Ady), Taoufik Hammami – Ali Zitouni, Reinaldo Aleluia | Sammy Adjei – Yaw Amankwah Mireku, Jacob Nettey, Edward Agyeman-Duah – Stephen Tetteh, Joseph Ansah, Charles Allotey (76. Daniel Ziem Quaye), Lawrence Adjah-Tetteh, Emmanuel Osei Kuffour – Ishmael Addo (59. Emmanuel Adjogu), Charles Asampong Taylor (71. Edmund Copson) | Accra Hearts of Oak |
| Espérance Tunis                             | 1:0 Zitouni (36.) | 1:1 Addo (52.) 1:2 Kuffour (79.) | Accra Hearts of Oak |
| Espérance Tunis                             | Mireku (65.) | | Accra Hearts of Oak |
| 2. Dezember 2000 in Tunis (Stade El Menzah) | | |                     |
| Ergebnis: 1:2 (1:0)                         | | |                     |
| Zuschauer: 30.000                           | | |                     |
| Schiedsrichter: Lim Kee Chong ( Mauritius)  | | |                     |

### Rückspiel
| Accra Hearts of Oak                               | Accra Hearts of Oak | Espérance Tunis | Espérance Tunis |
| ------------------------------------------------- | --- | --- | --------------- |
| Accra Hearts of Oak                               | \| 17. Dezember 2000 in Accra (Accra Sports Stadium) \| \| Ergebnis: 3:1 (0:1) 1 \| \| Zuschauer: 45.000 \| \| Schiedsrichter: Robin Williams ( Südafrika) \| | \| 17. Dezember 2000 in Accra (Accra Sports Stadium) \| \| Ergebnis: 3:1 (0:1) 1 \| \| Zuschauer: 45.000 \| \| Schiedsrichter: Robin Williams ( Südafrika) \|                                                                | Espérance Tunis |
| Accra Hearts of Oak                               | Sammy Adjei – Daniel Quaye, Jacob Nettey, Edward Agyeman-Duah – Stephen Tetteh, Joseph Ansah, Charles Allotey (46. Emmanuel Adjogu), Lawrence Adjah-Tetteh (67. Edmund Copson), Ishmael Addo, Emmanuel Osei Kuffour – Charles Asampong Taylor (73. Osmanu Amadu) | Chokri El Ouaer (85. Maher Kanzari) – Tarek Thabet (85. Faysal Ben Ahmed), Walid Azaïez, Radhi Jaïdi, Hakim Nouira – Mohamed Bedhiafi, Hassen Gabsi, Mourad Melki (69. Taoufik Hammami), Ady – Reinaldo Aleluia, Ali Zitouni | Espérance Tunis |
| Accra Hearts of Oak                               | 1:1 Kuffour (83.) 2:1 Kuffour (89.) 3:1 Addo (90.) | 0:1 Gabsi (18.) | Espérance Tunis |
| Accra Hearts of Oak                               | Azaïez (86.) | | Espérance Tunis |
| 17. Dezember 2000 in Accra (Accra Sports Stadium) | | |                 |
| Ergebnis: 3:1 (0:1) 1                             | | |                 |
| Zuschauer: 45.000                                 | | |                 |
| Schiedsrichter: Robin Williams ( Südafrika)       | | |                 |

Anmerkungen